# أندرياس يونسن
أندرياس يونسن (بالدنماركية: Andreas Johnsen)‏ هو مخرج دنماركي، ولد في 26 يونيو 1976 في كوبنهاغن في الدنمارك.

## وصلات خارجية
- أندرياس يونسن على موقع IMDb (الإنجليزية)
- أندرياس يونسن على موقع ألو سيني (الفرنسية)
- أندرياس يونسن على موقع أول موفي (الإنجليزية)
- أندرياس يونسن على موقع قاعدة بيانات الفيلم (الإنجليزية)
- أندرياس يونسن على موقع كينوبويسك (الروسية)